# Хельденштайн, Вилли
Гийом (Вилли) Хельденштайн (нем. Guillaume (Willy) Heldenstein; 4 сентября 1896, Люксембург — 4 сентября 1990, Люксембург) — люксембургский бобслеист. Участник зимних Олимпийских игр 1928 года.

## Биография
Вилли Хельденштайн родился 4 сентября 1896 года в городе Люксембург.
В 1928 году вошёл в состав сборной Люксембурга на зимних Олимпийских играх в Санкт-Морице. В соревнованиях четвёрок экипаж из Люксембурга, за который также выступали Марк Шоттер, Август Хильберт, Рауль Векбеккер и Пьер Кемпф, занял 20-е место, показав по сумме двух заездов результат 3 минуты 32,7 секунды, уступив 12,2 секунды завоевавшему золото экипажу из США. Был знаменосцем сборной Люксембурга на церемонии открытия Олимпиады..
Умер 4 сентября 1990 года в городе Люксембург.

## Семья
Происходил из семьи энтузиастов в области культуры. 
Дед — Франц (Игнас Давид) Хельденштайн (1 февраля 1820 — 2 июня 1907), люксембургский фармацевт и художник.
Отец — Анри (Альфонс Виктор) Хельденштайн (23 декабря 1856 — ?), мать — Элен Сеттегаст.
Старший брат — Франсуа (Франц) Хельденштайн (15 мая 1892 — 27 марта 1975), люксембургский скульптор и дизайнер интерьеров. Серебряный призёр летних Олимпийских 1924 года в состязании скульпторов.
Племянница — Югетт Этьен-Хельденштейн (род. 1926), люксембургский скульптор.